# 王遴
王遴（1523年—1608年），字慎徵，號繼津，京師順天府霸州（今河北省霸州市）人，民籍。明朝政治人物，嘉靖丁未进士。官至兵部尚书、户部尚书。諡恭肅。

## 生平
嘉靖二十五年（1546年）顺天府乡试第一百十六名举人，二十五岁联捷嘉靖二十六年（1547年）丁未科会试第一百七十一名，三甲八十一名进士，就任绍兴府推官。入朝為兵部主事，历任兵部员外郎。耿直矜持，不轻易与人结交。同僚杨继盛弹劾严嵩和他的孙子严效忠冒领功绩，奏章下达给兵部复查。严世蕃自己撰稿，以此给武选郎中周冕。周冕揭发了严世蕃，反而被治罪。尚书聂豹恐惧，催促所司将严世蕃的文稿呈上，王遴径直上前争辩，聂豹恼怒，最终如严世蕃所言向上全报。杨继盛被判死罪，王遴为他送去稠粥，并且将女儿许配给他的儿子杨应箕。严嵩父子大为愤恨，借口其他事情将他投入诏狱。事情后恢复官职。杨继盛死去，他收殓、安葬了杨继盛。
嘉靖三十五年（1556年）七月，调任山东佥事，再调任河南参议、山西岢岚兵备副使。他享有威名，为巡抚忌恨，受弹劾而离去。官民争相为他诉讼冤屈，皇帝下诏准许他再度起用为山东副使。
嘉靖四十五年(1566)，王遴升为右佥都御史、延绥巡抚。蒙古大举入侵定边、固原，总兵官郭江战死。总督陈其学、陕西巡抚戴才遭罢免，王遴降俸一级。
隆庆元年（1567年），蒙古六次入塞，都战败而逃。而御史温如玉不断抨击王遴，将他解除官职听候审查。后来御史杨轸核查汇报了他的战绩，于是在隆庆二年三月又恢复原职，以原职巡抚宣府赞理军务，总兵官马芳骁勇，敌寇不敢深入。王遴便大兴屯田，边防储备都有赖于此。十年期满，他升任右副都御史。四年三月被任命为兵部右侍郎协理部事，五年十月升本部左侍郎兼都察院右佥都御史协理京营戎政，起用他协助处理边防事务。
神宗继位后，张居正执政，他与王遴同年登进士，却一向不和。遇上商议、检阅边防事务，王遴请求前往。皇帝命令他前往陕西延宁甘固四镇，他冷峻地拒绝馈赠。事情完成之后，就在萬曆元年（1573年）十月称病回乡。萬曆十年张居正去世后，他才出任南京工部尚书。十一年正月，改任南京兵部尚书，参与机要事务。守备太监丘得用大肆奴役营中的兵丁，王遴上奏请求禁止此事，趁机奏请施行谋略、安定留都等十二件事。万历十一年七月，皇帝召见并任命他为户部尚书。他先奉皇帝的诏令，免除一年赋税以及织造商议的提留，共计一百七十六万多两白银，此时，皇帝命令由太仓库中补充，王遴劝谏，于是指出京仓和通仓的粮食积蓄达八百万石，足以供给九年的需求，请酌量将一百五十万石折换成银两，三年后停止。皇帝下诏准许他施行一年。
当时尚宝丞徐贞明、御史徐待在京城东面开辟水田，王遴极力赞赏此举，提议很快被决定。以往，户部银专门供给军队和京都，不提供给其他事务。皇帝举行婚礼时，暂时提取了用于接济边关的银两九万两作为织造的费用，此时皇帝又打算这么做，王遴执意争辩。不久，皇帝下诏提取四千两黄金作为慈宁宫的开支，王遴又极力反对。皇帝都没有采纳。此后，他陈述理财的七件事情，奏请皇帝崇尚节俭、重视农业、督促拖欠的偿还、惩治贪官污吏、扩大储蓄、整治贡市。皇帝答复：“有关我自己的事我已经知道了，其余的事责成所司商议办理。”当时佛教盛行，王遴奏请将身强力壮的和尚淘汰，令他们回乡务农，聚众进行斋戒的人以邪道罪论处。礼部尚书沈鲤奏请依王遴的谏言行事。皇帝已经下诏同意，后妃和宦官大都声称不行，事情中途废止。
万历十三年，他改任兵部尚书。辽东总兵官李成梁的贿赂遍及皇帝身边的大臣，但不敢进入王遴家门。王遴在户部频繁争执，已被宦官嫉恨。遇上皇帝察看去世后享用的寝宫，宦官拿着皇帝批示向他索要马匹。王遴认为题本应该盖章，司礼的传递应当由科发给部里，没有径直下达给部里的，他援引先例执意上奏。皇帝不高兴。大学士申时行曾经因管事指挥罗秀而嘱托王遴将他补作锦衣佥书，王遴阻止不许。申时行便拟旨责备王遴擅自扣留皇帝的批示，对皇上缺乏尊敬。御史争相弹劾王遴，王遴请求退休而离去，由张佳胤代任。给事中张养蒙称：“罗秀本是太监滕祥的奴仆，靠贿赂进入禁卫中。往年他图谋佥书，尚书王遴主持公正，被他们中伤而离去。不久，罗秀马上被越级录用，众议沸腾。”因此罢黜了罗秀，张佳胤也被罢免。
王遴虽然退位，声望更高，他年事很高，一再受到朝廷慰问。万历三十六年(1606)，王遴去世。赠封为太子太保。天启年间，追赠谥号恭肃。有子王樂善、王應箕。

## 家族
曾祖王富。祖父王聪。父王宗義，州判官，封推官，誥封佥事。母宋氏，封孺人，誥封宜人。重庆下。兄王叙、王道、王遵、弟王选。

## 延伸阅读
[在维基数据编辑]
 《明史卷二百二十》，出自《明史》

| 官衔          | 官衔                       | 官衔          |
| ------------- | -------------------------- | ------------- |
| 前任： 楊巍   | 明朝户部尚書 1583年-1585年 | 繼任： 畢鏘   |
| 前任： 張學顏 | 明朝兵部尚書 1585年        | 繼任： 張佳允 |